# کیفیت آب

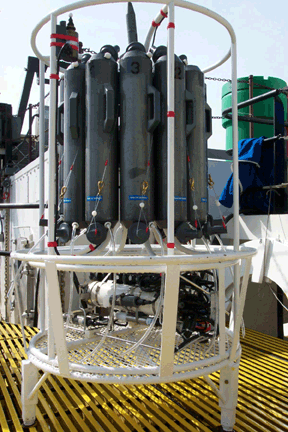
یک نمونه‌گیر رزی که برای نمونه‌گیری در آبهای عمیق، مانند دریاچه‌های بزرگ یا اقیانوسها برای آزمایش کیفیت استفاده می‌شود.

کیفیت آب یا آب چونی به خواص شیمیایی، فیزیکی، زیست‌شناختی و پرتوشناختی آب اشاره دارد. که معیاری برای شرایط آب، بسته به یک یا چند بایستهٔ زیستی خاص یا نیاز یا هدف انسانی است. بیشتر در مراجع برای مجموعه استانداردها استفاده می‌شود که مطابقت با آن‌ها قابل ارزیابی است. بیشترین استانداردهای کیفیت آب مربوط به بهداشت زیست سازگان، ارتباط ایمن انسانی و آب آشامیدنی است.

## استانداردها
در تنظیم استانداردها سازمان‌ها تصمیمات فنی، علمی و سیاسی دربارهٔ چگونگی آب مصرفی اتخاذ می‌کنند.
استانداردهایی که برای آب آشامیدنی توسط سازمان ملی استاندارد تدوین شده‌است،استاندارد شماره ۱۰۵۳ ویژگی‌های فیزیکی و شیمیایی آب و استاندارد شماره ۱۰۱۱ ویژگی‌های میکروبی آب می‌باشد. طبق استاندارد شماره ۱۰۱۱ سازمان ملی استاندارد، آب آشامیدنی باید عاری از هرگونه باکتری‌های بیماری‌زا مانند اشرشیاکلی و سودوموناس و … باشد.

## شاخص‌های آب آشامیدنی

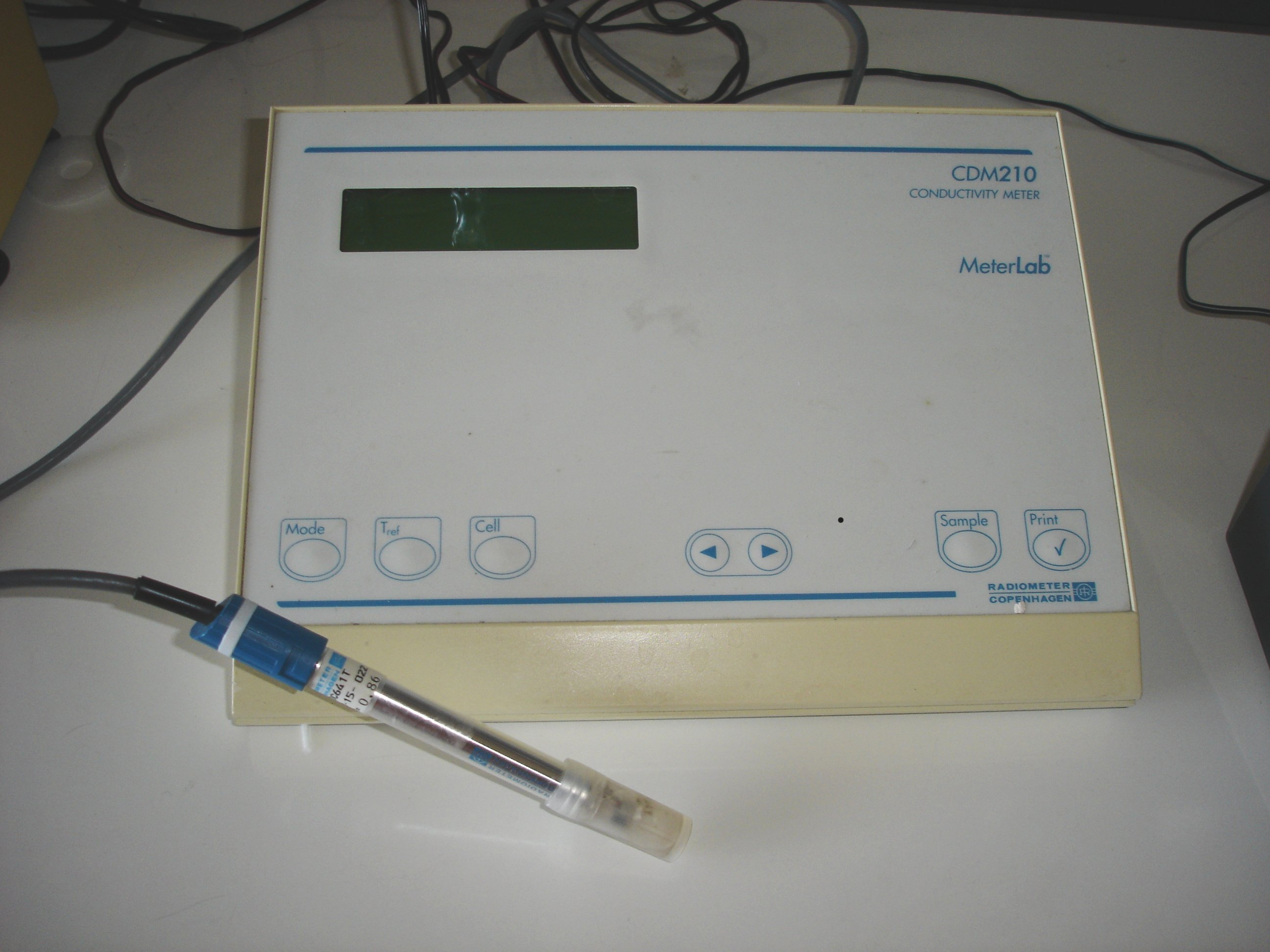
یک سنجش گر هدایت الکتریکی که برای اندازه‌گیری مواد حل شده در آب استفاده می‌شود.

شاخص‌هایی که برای تعیین کیفیت آب آشامیدنی استفاده می‌شود دو دسته می‌باشند. دسته اول بررسی میکروبی آب و دسته دوم بررسی فیزیکی و شیمیایی آب می‌باشد. بر اساس استاندارد میکروبی و شیمیایی آب پارامترهایی به شرح زیر دارای اهمیت است:
- کل کلیفرم
- کلیفرم مدفوعی
- قلیائیت
- رنگ آب
- پی‌اچ
- مزه و بو (ژئوسمین، ۲-متیل‌ایزوبورنئول (MIB)و غیره)
- فلزات و نمک‌های محلول (سدیم، کلرید، پتاسیم، کلسیم، منگنز، منیزیم)
- ریز سازواره یا ریز زیوی هامانند باکتری قولون زی سرگینی (اشریشیا کولی), کریپتوزپوریدیوم، و ژیاردیا لامبلیا; رک تجزیه نحلیل میکروب شناسانهٔ آب
- فلزات و شبه فلزات محلول (سرب، جیوه، آرسنیک و غیره)
- مواد آلی محلول: مواد آلی محلول رنگی (CDOM), کربن آلی محلول (DOC)
- رادون
- فلزات سنگین
- مواد دارویی
- مکمل‌های گیزنی

## وضعیت کیفیت منابع آب در ایران
اگرچه کیفیت آب شرب در بسیاری از مناطق کشور مناسب است، لیکن در برخی نواحی تخلیهٔ زهاب کشاورزی و فاضلاب شهری و صنعتی به منابع آب سطحی و زیرزمینی، موجب کاهش کیفیت آب می‌شود. به عنوان مثال در کارون افزون بر آلودگی‌های طبیعی مانند مسیل‌های شور و پیشروی آب شور که از ویژگی‌های محلی است، آلودگی‌های دست‌سازی چون کشاورزی، مجتمع‌های کشت و صنعت نیشکر و آبزی‌پروری، پساب‌های صنعتی، فاضلاب‌های شهری و روستایی، سازه‌های بالادست و آلاینده‌های نفتی کیفیت آب را کاهش داده‌اند. اندازه‌گیری‌ها نشان می‌دهد، هنگامی که شوری آب در بند تنظیمی گتوند ۱۲۰۰ میکروموس بر سانتی‌متر است، شوری در اهواز و آبادان به ۲۵۰۰ و۴۰۰۰ واحد می‌رسد. در شاخهی دز و در محل بند علیکله، شوری کمتر از ۵۰۰ واحد است، حال آنکه در محل پیوستن دز به کارون افزایش چند برابری می‌یابد. رودخانه‌های دیگر کشور نظیر سیمره، ژاوهرود، کَشَف رود و نیز رودخانه‌های منتهی به تالاب انزلی کما بیش دارای چنین وضعیتی هستند. در نواحی شمالی کشور آلودگی آبهای زیرزمینی که در سطح بالایی قرار دارند، به دلیل تخلیه‌ی فاضلاب‌های انسانی، بیداد می‌کند. هجوم آب شور به منابع آب شیرین مشکل دیگری است که در برخی نواحی کشور وجود دارد. اختلاط آب شیرین و شور در مناطق مرکزی کشور موجب کاهش کیفیت آب شده‌است. در مناطقی از کشور که دارای ذخایر معدنی هستند، عبور آب از سازندهای زمین‌شناسی ویژه، در برخی موارد موجب آلودگی نسبی آب به عناصر سمی مانند آرسنیک نیز می‌گردد. به همهی اینها باید حجم آلودگی گستردهی آب برگشتی از مزارع کشاورزی که غنی از نیترات و فسفات است نیز اضافه نمود. در برخی ارزیابیها میزان آب برگشتی از آب کشاورزی تا ۲۶ میلیارد متر مکعب تخمین زده می‌شود.

## شاخص کیفیت آب
شاخص کیفیت آب (WQI) ابزاری است که به وسیله آن داده‌های کیفیت آب برای گزارش دهی به مردم به صورت سازگار خلاصه می‌شود. این همانند شاخص UV یا شاخص کیفیت هوا است و به زبان ساده به ما می‌گوید کیفیت آب آشامیدنی از منبع تأمین آب آشامیدنی چیست.
اساساً WQI با مقایسه داده‌های کیفیت آب با «دستورالعمل‌های کیفیت آب آشامیدنی کانادا» محاسبه می‌شود. WQI فرکانس و دامنه افزایش کیفیت آب را اندازه‌گیری می‌کند و سپس سه معیار را در یک امتیاز ترکیب می‌کند. این محاسبه نمره ای بین ۰ و ۱۰۰ را ایجاد می‌کند. هرچه امتیاز بالاتر باشد، کیفیت آب بهتر است. سپس نمرات در یکی از پنج دسته‌بندی شده در زیر قرار می‌گیرند:
- عالی: (ارزش WQI 95-100) - کیفیت آب با کمبود مجازی محافظت می‌شود. شرایط بسیار نزدیک به سطح بکر است. این مقادیر شاخص را تنها درصورتی می‌توان بدست آورد که همه اندازه‌گیری‌ها تقریباً در کل موارد از دستورالعمل‌های توصیه شده برخوردار باشند.
- بسیار خوب: (ارزش WQI 89-94) - کیفیت آب با وجود اندکی اختلال محافظت می‌شود. شرایط نزدیک به سطح بکر است.
- خوب: (ارزش WQI 80-88) - کیفیت آب فقط با یک درجه جزئی از اختلال محافظت می‌شود. شرایط به ندرت از سطح مطلوب خارج می‌شوند.
- متوسط: (WQI Value 65-79) - کیفیت آب معمولاً محافظت می‌شود اما گاهی مختل می‌شود. بعضی اوقات شرایط از سطح مطلوب فاصله می‌گیرد.
- نسبتاً کم: (ارزش WQI 45-64) - کیفیت آب اغلب مختل می‌شود. شرایط اغلب از سطح مطلوبی خارج می‌شوند.
- ضعیف: (WQI مقدار ۰–۴۴) - کیفیت آب تقریباً همیشه مختل است. معمولاً شرایط از سطح مطلوب فاصله می‌گیرد.